# Aleksandr Shchanitsin
Bản mẫu:Eastern Slavic name
Aleksandr Yevgenyevich Shchanitsin (tiếng Nga: Александр Евгеньевич Щаницин; sinh ngày 2 tháng 12 năm 1984) là một cầu thủ bóng đá người Nga. Anh thi đấu cho FC Tekstilshchik Ivanovo.

## Sự nghiệp câu lạc bộ
Anh ra mắt chuyên nghiệp tại Russian Second Division năm 2003 cho FC Tekstilshchik Ivanovo.

## Thống kê sự nghiệp
Tính đến 11 tháng 7 năm 2012
| Câu lạc bộ                    | Div                 | Mùa giải            | Giải vô địch | Giải vô địch | Cúp     | Cúp       | Tổng cộng | Tổng cộng |
| Câu lạc bộ                    | Div                 | Mùa giải            | Số trận      | Bàn thắng    | Số trận | Bàn thắng | Số trận   | Bàn thắng |
| ----------------------------- | ------------------- | ------------------- | ------------ | ------------ | ------- | --------- | --------- | --------- |
| Tekstilshchik-Telekom Ivanovo | D3                  | 2003                | 25           | 7            | 1       | 0         | 26        | 7         |
| Tekstilshchik-Telekom Ivanovo | D3                  | 2004                | 25           | 3            | 1       | 0         | 26        | 3         |
| Tekstilshchik-Telekom Ivanovo | D3                  | 2005                | 26           | 7            | 0       | 0         | 26        | 7         |
| Tekstilshchik-Telekom Ivanovo | Tổng cộng           | Tổng cộng           | 76           | 17           | 2       | 0         | 78        | 17        |
| Ural Sverdlovsk Oblast        | D2                  | 2006                | 25           | 3            | 2       | 0         | 27        | 3         |
| Ural Sverdlovsk Oblast        | D2                  | 2007                | 32           | 2            | 2       | 0         | 34        | 2         |
| Ural Sverdlovsk Oblast        | D2                  | 2008                | 37           | 3            | 1       | 0         | 38        | 3         |
| Ural Sverdlovsk Oblast        | D2                  | 2009                | 28           | 1            | 3       | 0         | 31        | 1         |
| Ural Sverdlovsk Oblast        | Tổng cộng           | Tổng cộng           | 122          | 9            | 8       | 0         | 130       | 9         |
| Spartak Nalchik               | D1                  | 2010                | 16           | 1            | 1       | 0         | 17        | 1         |
| Spartak Nalchik               | D1                  | 2011–12             | 30           | 1            | 0       | 0         | 30        | 1         |
| Spartak Nalchik               | Tổng cộng           | Tổng cộng           | 46           | 2            | 1       | 0         | 47        | 2         |
| Ural Sverdlovsk Oblast        | D2                  | 2012–13             | 1            | 0            | 0       | 0         | 1         | 0         |
| Ural Sverdlovsk Oblast        | Tổng cộng           | Tổng cộng           | 1            | 0            | 0       | 0         | 1         | 0         |
| Tổng cộng sự nghiệp           | Tổng cộng sự nghiệp | Tổng cộng sự nghiệp | 245          | 28           | 11      | 0         | 256       | 11        |